# George Maciunas
George Maciunas, originalmente Jurgis Mačiūnas, (Kaunas, 8 de Novembro de 1931 — Boston, 9 de maio de 1978) foi um artista nascido na Lituânia que emigrou para os Estados Unidos e foi um dos fundadores do movimento artístico Fluxus.